# Bandera de Viladrau
La bandera oficial de Viladrau té la següent descripció:
Bandera apaïsada, de proporcions dos d'alt per tres de llarg, blau clar, amb el castanyer de nou branques fruitat i arrencat blanc de l'escut, d'alçària 7/9 de la del drap i amplària 13/27 de la llargària del mateix drap, al centre.
Va ser aprovada el 17 de juny de 2013 i publicada al DOGC el 18 de juliol del mateix any amb el número 6420.